# 溝呂木賢
溝呂木 賢（みぞろぎ けん、1980年9月16日 - ）は、日本の元俳優。山梨県上野原市出身。かつてはトリプルエーに所属していた。

## 略歴
山梨県立上野原高等学校卒業後に俳優デビュー。主な出演作は『仮面ライダー555』、『新・科捜研の女』など。
2022年12月31日、同日をもって所属事務所トリプルエーを退社し芸能界を引退することを発表した。

## 出演

### テレビドラマ
- OLヴィジュアル系（2001年、テレビ朝日）
- 天牌I（2001年、WOWOW）
- 土曜ワイド劇場（テレビ朝日）
  - 京都祇園殺人事件（2003年6月14日） - 柴田刑事
  - おとり捜査官・北見志穂（2010年8月7日）
- 水曜女と愛とミステリー「諏訪・天竜川・伊那殺人渓谷」（2003年8月6日、テレビ東京）
- 仮面ライダー555（2003年 - 2004年、テレビ朝日） - 菊池啓太郎
- 新・科捜研の女（2004年、テレビ朝日） - 寺原智則
- 相棒（テレビ朝日）
  - season4 第2話「殺人講義」（2005年10月19日） - 田辺健太郎
  - season17 第10話「ディーバ」（2019年1月1日） - 敦盛優
- 水戸黄門（TBS）
  - 第35部 第11話「刀の鍔で結ばれた愛・熊本」（2005年） - 尚之助
  - 第37部 第21話「おとぼけ主従の珍道中・白石」（2007年） - 佐久間鹿之介
  - 第39部 第16話「母と名乗れぬ過去悲し・臼杵」（2009年） - 豊後屋誠太郎
- 新・風のロンド（2006年、東海テレビ・フジテレビ） - 野代智
- 花衣夢衣（2008年、東海テレビ・フジテレビ） - 羽嶋祐輔
- 婚カツ!（2009年5月、フジテレビ） - 光
- 新・警視庁捜査一課9係　season3 第1話（2011年7月6日、テレビ朝日） - 三宅智之
- 月曜ゴールデン 警視庁機動捜査隊216（2011年10月31日、TBS） - 三上晃広
- 花咲舞が黙ってない 第2シリーズ 第4話（2015年7月29日、日本テレビ） - 北野和也
- それぞれの断崖（2019年） - 深瀬 宏

### 映画
- 明日を殴れ! 〜無頼リング〜（2000年、横井健司監督）
- 角川シネマアンソロジー「ささやき」（2002年、明石知幸監督）
- 仮面ライダー555 パラダイス・ロスト（2003年、田﨑竜太監督） - 菊池啓太郎/仮面ライダーカイザ
- 近江聖人 中江藤樹（2005年、矢田清巳監督） - 大洲藩士・中川謙叔役
- 猿飛佐助 闇の軍団II（2005年、宮坂武志監督） - 豊臣秀頼役
- TWILIGHT FILE II 僕はこの丘で、君を愛したい…（2006年、中村隆太郎監督）
- CONFLICT 〜最大の抗争〜（2016年） - 四代目東仁連合メンバー トモキ
- 麻雀覇道伝説 天牌外伝（2018年） - 谷口隆

### Vシネマ
- 日本統一外伝 山崎一門6 〜神戸電撃作戦〜（2022年10月25日） - トミー

### 配信ドラマ
- 星から来たあなた（2022年）

### 舞台
- 日ノ丸レストラン 改訂版（2005年）
- ピルグリム（2005年）
- 眠れる森の美女（2006年7月22日 - 30日、三越劇場 / 地方公演：2006年8月5日 - 9月18日・2007年7月26日 - 9月27日） - 王子
- 水戸黄門（2007年6月29日 - 7月24日）
- 執事ホテル（2008年2月16日 - 24日）
- 傾く首〜モディリアーニの折れた絵筆〜（2008年10月25日 - 11月3日）
- 桃太郎外伝～黄金の夜明け～（2012年10月18日 - 21日、築地ブディストホール） - 坂田金時[3]
- Mores（2013年4月11日 - 14日、ABCホール）[4]
- ニューシネマパラダイちゅ（2013年11月6日 - 10日、高田馬場ラビネスト） - 黒澤[5]
- ギャング アワー（2014年10月4日、新宿シアターモリエール）[6]
- 朗読劇『美男子劇場』（2015年5月13日 - 17日、築地ブディストホール）[7]
- 舞台「Another lenz」（2021年5月15日 - 23日、新宿FACE）[8]
- SOULFUL SOUL（2021年10月28日 - 31日、シアターグリーン BASE THEATER）[9]
- 水月鏡花 −竜馬夢双−（2021年12月8日 - 12日、六行会ホール） - 土方歳三[10]
- 舞台『ぼくらの七日間戦争 2022』（2022年2月4日 - 6日、東京建物 Brillia HALL）- 矢場勇[11]
- 舞台「新選組始末記」（2022年11月11日 - 20日、ヒューリックホール東京） - 近藤勇[12]

### バラエティ
- ディズニー365（2005年1月 - 9月、ディズニー・チャンネル） - MC
- カイヤと賢のおトク・贅沢ふたり旅（旅チャンネル）

### CM
- トヨタ自動車 U-CAR
- マクドナルド シャカシャカチキン・ブラックペッパー

### PV
- REDMAN 「challenge the GAME」

### 玩具
- COMPLETE SELECTION MODIFICATION KAIXADRIVER（2018年3月） - 菊池啓太郎

### 写真集
- 仮面ライダー555 ファイズSHOT!! （半田健人・泉政行・溝呂木賢・唐橋充）

### DVD
- てれびくん全員サービスビデオ「仮面ライダー555 ハイパーバトルビデオ」（2003年.菊池啓太郎）
- Vex/First 溝呂木賢

### CD
- 仮面ライダー555 フォトブック CD 3 菊池啓太郎

### 玩具
- 仮面ライダー555 CSMファイズドライバーver2（2023年12月）